# Danny Mann
Daniel Mann, detto Danny (Tennessee, 28 luglio 1951), è un doppiatore, animatore, sceneggiatore e direttore di produzione statunitense.

## Doppiaggio (parziale)
- Little Dracula (1991)
- Dinosauri tra noi (1991)
- Pocahontas (1995)
- Balto (1995)
- Space Goofs (S1) (1997 - 1999)
- Bartok il magnifico (1999)
- Monsters & Co. (2001)
- Looney Tunes: Back in Action (2003)
- Cars - Motori ruggenti (2006)
- L'era glaciale 2 - Il disgelo (2006)
- Uno zoo in fuga (2006)
- Boog & Elliot a caccia di amici (2006)
- Happy Feet (2006)
- Toy Story 3 - La grande fuga (2010)
- Monsters University (2013)
- Cattivissimo me 2 (2013)
- Planes (2013)
- Planes 2 - Missione antincendio (2014)
- Cattivissimo me 3 (2017)

## Doppiatori italiani
- Toni Orlandi in Bartok il magnifico
- Marco Mete in Boog & Elliot a caccia di amici
- Mirko Mazzanti in Happy Feet 2
- Stefano Onofri in Planes, Planes 2 - Missione antincendio
- Pietro Ubaldi e Franco Mannella in Space Goofs - Vicini, troppo vicini!

## Animatore
- Alla ricerca di Nemo (2003)
- Shrek 2 (2004)

## Sceneggiatore
- Oliver e Company (1988)